# Musée de Cluny
Musée de Cluny, tudi Clunyjski muzej  (francoska izgovorjava: [myze də klyni]), uradno Musée de Cluny-Musée National du Moyen Âge (lit. Muzej Cluny-Narodni muzej srednjega veka), je muzej srednjeveške umetnosti v Parizu. Je v 5. pariškem okrožju, meji na trg Samuel-Paty na jugu, boulevard Saint-Michel na zahodu, boulevard Saint-Germain na severu in rue Saint-Jacques na vzhodu.
Stavba združuje terme iz rimskega obdobja, Clunyjske terme, vključno z dobro ohranjenim frigidariumom in Hôtel de Cluny iz 15. stoletja, pariški dvorec samostana Cluny. Muzej hrani opazno zbirko umetnosti iz srednjega veka, vključno z ikonično serijo šestih tapiserij iz 15. stoletja, znanih kot Gospa in samorog.

## Zgodovina
Hôtel de Cluny je redek ohranjen primer meščanske arhitekture srednjeveškega Pariza, postavljen v poznem 15. stoletju, da bi nadomestil prejšnjo stavbo, ki jo je zgradil Pierre de Chaslus, potem ko je samostan Cluny leta 1340 pridobila starorimske terme. Takrat je bil dvorec del večjega kompleksa, ki je vključeval tudi versko visoko šolo (francosko Collège de Cluny, ni več ohranjena) na lokaciji današnjega Place de la Sorbonne.
Dvorec Cluny je bil prezidan pod vodstvom Jacquesa d'Amboisea, opata in commendama v Clunyju 1485–1510, ki združuje gotske in nekatere zgodnjerenesančne elemente. D'Amboise ga je uporabljal, ko je bil tudi škof v Clermontu in opat v Jumiègesu. Kasnejši uporabniki so bili Marija Tudor, sestra angleškega Henrika VIII., ki je tam prebivala leta 1515 po smrti svojega moža Ludvika XII.; Jakob V. Škotski leta 1537, ob poroki z Madeleine Valoiško in več papeških nuncijev iz 17. stoletja, vključno z Mazarinom. V 18. stoletju so stolp Hôtel de Cluny kot observatorij uporabljali astronomi Joseph-Nicolas Delisle, Jérôme Lalande in Charles Messier, ki je leta 1771 svoja opazovanja objavil v Messierjevem katalogu. V kapeli je bila tudi tiskarna Nicolasa-Légerja Moutarda, uradnega tiskarja francoske kraljice od 1774 do 1792. Med francosko revolucijo leta 1789 je dvorec zaplenila država in naslednja tri desetletja je služil različnim namenom, vključno z uporabo nekdanje opatske kapele kot sobe za seciranje.
Decembra 1832 je arheolog in zbiratelj umetnin Alexandre Du Sommerard kupil Hôtel de Cluny in ga uporabil za prikaz svoje velike zbirke srednjeveških in renesančnih predmetov. Po njegovi smrti leta 1842 je zbirko odkupila francoska država. Stavba je bila odprta kot muzej leta 1843, njen prvi direktor pa je bil Sommerardov sin Edmond Du Sommerard. Stavbe je obnovil arhitekt Albert Lenoir, sin naravovarstvenika Alexandra Lenoirja.
Dvorec je leta 1846 dobil status zgodovinskega spomenika, terme pa leta 1862. Februarja 1926 je muzej prešel pod okrilje Louvrskega oddelka za dekorativno umetnost (Objets d'Art), iz katerega je bil izpuščen leta 1977 [12]. Nova muzeografija je bila ustvarjena v poznih 1940-ih s tematskim prikazom del, ki se osredotočajo na različne kategorije in tehnike izdelave, kot so kamnoseštvo, železarstvo, steklarstvo itd. serija tapiserij Gospa in samorog. Leta 1977 so bile muzejske zbirke renesančne umetnosti prenesene v novoustanovljeni Musée National de la Renaissance v Château d'Écouen na severnem obrobju Pariza, s čimer so sprostili dodaten prostor za srednjeveška umetniška dela. Leta 1981 je bila ustvarjena nova soba za predstavitev nedavno ponovno odkritih kipov iz stolnice Notre-Dame. Leta 1992 je bila preoblikovana razstava Gospe in Samoroga.
Leta 2011 je francosko ministrstvo za kulturo sprožilo obsežnejšo prenovo, poimenovano »Cluny 4« v zavestnem odmevu najnovejše cerkve samostana Cluny, znane kot »Cluny III«. To je vključevalo preoblikovanje razstave tapiserije Gospa in samorog leta 2013; čiščenje Rimskih term in srednjeveške kapele 2015-2017; izgradnja novega objekta arhitekta Bernarda Desmoulina za spremljajoče objekte v letih 2016-2018 in kronološko reorganiziran prikaz zbirk srednjeveške umetnosti, vključno s strukturnimi spremembami, kot je novo stopnišče v severovzhodnem vogalu stavbe, ki so bile izvedene od leta 2019 do 2022. Prenovljeni muzej je bil ponovno odprt 12. maja 2022, skupni strošek 23,1 milijona evrov pa je delno financiral izkupiček pogodbe Louvre Abu Dhabi.
- Kaldarij Clunyjskih term
- Frigidarij rimskih term
- Soba rimskih term s kapiteli iz samostana Saint-Germain-des-Prés
- Pogled na dvorišče in njegovo galerijo
- Pogled na dvorišče in stolp
- Stolpna vrata
- Okno z zatrepom
- Vodnjak
- Pogled iz srednjeveškega vrta
- Pogled na vrtne arkade
- Kapiteli pod arkadami
- Oboki gotske kapele
- Ena od sob muzeja

## Zbirke
Muzej obsega 11.500 kvadratnih metrov, od katerih je 6500 namenjenih razstavam. Vsebuje okoli 23.000 artefaktov iz galsko-rimskega obdobja do 16. stoletja. Trenutno je na ogled 2300 artefaktov. Zbirke vsebujejo predmete iz Evrope, Bizantinskega cesarstva in zlate dobe islamskega sveta.

### Od antike do zgodnjega srednjega veka

#### L'Île-de-la-Cité, France
Velik del antičnih zbirk je mogoče najti v frigidariju. Tukaj lahko obiskovalec odkrije artefakte, ki segajo vse do romanizacije mesta Parizijev, kot je znameniti Steber čolnarjev iz 1. stoletja. Ta steber so pariški čolnarji darovali cesarju Tiberiju. Vsebuje napise, posvečene rimskemu bogu Jupitru in keltske reference, zaradi česar je odličen primer zlitja dveh kultur na enem artefaktu. Odkrili so ga v 18. stoletju, pod korom Notre-Dame de Paris. Drug starodavni artefakt, ki ga je mogoče videti v frigidariju, je steber sv. Landrija. Ta steber je bil izklesan v 2. stoletju na Île de la Cité in je bil odkrit v 19. stoletju.
Zunaj frigidarija je še več antične umetnosti, vključno z dvema levjima glavama iz kamene strele. Levje glave so bile izdelane med 4. in 5. stoletjem v Rimskem cesarstvu. Čeprav njihov namen ni znan, je najverjetnejša hipoteza, da so bile narejene za okras cesarskega prestola.

#### Izven Francije
Cluny hrani tudi starodavno koptsko umetnost. Koptske tkanine so postale znane zunaj Egipta. Laneni medaljon Jazona in Medeje danes hranijo v Clunyju.
Med letoma 1858 in 1860 so odkrili šestindvajset vizigotskih kron. To je bilo eno najpomembnejših odkritij, povezanih s srednjeveškim iberskim svetom. Od prvotnih šestindvajsetih kron jih je danes ostalo 10. Preostale krone so bile razdeljene med dva muzeja: Palacio Real de Madrid in Cluny. Danes Cluny hrani tri od teh kron, pa tudi križe, obeske in viseče verige iz istega odkritja. Ti predmeti so bili simboli kraljeve moči in segajo v 7. stoletje. Najverjetneje so jih ponudili verskim ustanovam v Toledu, takratnem glavnem mestu Španije.

#### Bizantinska umetnost
Z ustanovitvijo mesta v Konstantinoplu leta 330 je cesar Konstantin I. Veliki začel dobo, znano kot bizantinsko obdobje. Med letom 843 in padcem Bizantinskega cesarstva leta 1204 sta politika in umetnost tega cesarstva cveteli. V tem delu srednjega veka na Zahodu je bila bizantinska umetnost povezava s tradicionalno literaturo, filozofijo in grško-rimsko umetnostjo.
En primer je omembe vredna skulptura iz slonovine iz Konstantinopla, imenovana Ariane. Ariana izvira iz prve polovice 6. stoletja in je bila najverjetneje izdelana za okras kosa pohištva. Kip vključuje Ariano, favne in nekaj Angelov ljubezni. Je eden najbolj ikoničnih primerov bizantinskega dela iz slonovine.
Še en znan kos bizantinske slonovine, najden v Clunyju, je plošča, ki prikazuje kronanje Otona II. Njegov oče Oton I. Veliki je bil 2. februarja 962 okronan za kralja Rima. To kronanje pomeni začetek renesanse v tem delu zahodne Evrope. Podobno kot Karel Veliki je Oton I. pozneje prevzel naziv cesar Avgust. Leta 972 se je cesar Oton II. poročil s princeso Téofano, ki je postala cesarica Rima in jo tudi  lahko vidimo na plošči iz slonovine.
Cluny ima tudi bizantinsko skrinjo, ki vsebuje mitološke podobe in je bila izdelana okoli leta 1000. V tem času so v Konstantinoplu vladali makedonski kralji.

### Romanska umetnost
Izraz rimska umetnost se je prvič pojavil leta 1818. Uporabil ga je Charles de Gerville za opis umetnosti, ki je nastala po karolinškem cesarstvu, vendar pred gotsko umetnostjo. Pred 19. stoletjem se je večina umetnosti iz srednjega veka omenjala kot gotska umetnost. Romansko umetnost opredeljuje uporaba svetlobe in barv. Romanski umetniki so mojstri volumna in kontrasta. Slike so razmeroma preproste, osredotočene na pripoved. Od obdobja romanike naprej relikviarij in drugih nabožnih artefaktov niso več hranili v kriptah, temveč so jih razstavljali na oltarjih v cerkvah. Vidnost vere je bila v tem času izjemnega pomena.

#### V Franciji
V romanski umetnosti sta dva osrednja elementa: pedagogika in predanost. Razvoj vere je pogosta tema teh del. En primer današnjega Clunyja je kapitel, ki je bil izdelan v Parizu med letoma 1030 in 1040. Imenovan kapitel Veličastni Kristus, je bil ustvarjen za cerkev samostana Saint-Germain-des-Prés, produkt sodelovanja med dvema delavnicama. V Clunyju je tudi serija dvanajstih kapitelov iz Saint-Germain-des-Présa, izdelanih v začetku 11. stoletja.

#### Izven Francije
Cluny ima romansko umetnost tudi iz drugih držav, kot so Anglija, Italija in Španija. Eden bolj znanih primerov je angleški krosier iz sredine 12. stoletja. Ta kos, narejen iz slonovine, prikazuje več orlov in levov. Drugo znano delo iz slonovine je italijanski 'Olifant' s konca 11. stoletja. Ta kos je bil ustvarjen iz slonjega okla in prikazuje prizor Jezusovega vnebohoda.
V Clunyju so tudi romanske umetnine iz Katalonije. Obstaja serija osmih kapitelov, ki prihajajo iz cerkve Saint Pere de Rodes. Eden od kapitelov prikazuje svetopisemsko zgodbo o Noetu, drugi pa podrobno opisuje zgodbo o Abrahamu. Drugi kos iz Katalonije je kip svetnice iz lesa, ki sega v drugo polovico 12. stoletja.

### Dela iz Limogesa
V Clunyju je veliko kosov iz znamenitih delavnic za emajliranje in zlato v Limogesu. Te delavnice so začele izdelovati predmete v drugi četrtini 12. stoletja. Limoges leži v jugozahodnem, osrednjem delu Francije; njegove zlate in emajlirane mojstrovine so do konca 12. stoletja zbirali po vsej Evropi. Zlatarji in drugi umetniki so izdelovali različne vrste izdelkov, vključno s križi, svetinjicami, oltarji, svečniki in še veliko več. Ponavadi so bili verske narave.
Eden od razlogov, zakaj so bili kosi iz teh delavnic tako uspešni, je, da so bili materiali cenovno dostopni. Kot taki so lahko množično proizvajali. Ne samo, da so proizvajali veliko izdelkov, ampak tudi kakovostne izdelke. Barve so bile žive in tema je bila upodobljena zgovorno.
Danes je v Clunyju veliko kosov iz Limogesa. Najbolj opazni sta dve bakreni plošči iz okoli leta 1190. Ena prikazuje podobo sv. Štefana, druga pa Tri modrece. Ti dve plošči sta krasili glavni oltar v opatiji Grandmont. čaščenje Treh kraljev je bila priljubljena tema v delih iz Limogesa in jo je mogoče najti v številnih njihovih delih. To tematiko prikazuje tudi bakreno svetišče iz leta 1200.

### Gotska umetnost iz Francije
Leta 1120 so se v Parizu zgodile številne spremembe v umetnosti in izobraževanju. Ena od tem, ki je postala ključnega pomena v obeh arenah, je bil pomen svetlobe. Nauki Platona in njegovega učenca Platina poudarjajo pomen svetlobe v zgodbi o stvarjenju. To ima vzporednice s spremembami, ki se arhitekturno dogajajo v Parizu ob istem času. Nosilni tramovi in loki so stanjšani, da omogočijo več prostora za okna, da omogočijo več svetlobe. Sainte-Chapelle s svojimi visokimi in lepimi vitraji prikazuje to spremembo v arhitekturi. Zgornja stolnica ima 15 oken, ki obkrožajo celoten prostor, vsako je visoko 50 čevljev, kar daje iluzijo, da je obiskovalec obdan s svetlobo.
Umetniki v Parizu iz 12. stoletja so umetniško eksperimentirali in raziskovali novo pojmovanje prostora ter odnos med arhitekturo, kiparstvom in vitraji, kot je razvidno iz Sainte-Chapelle. Cluny hrani številne primere tega eksperimentiranja, kot so "dvojni" kapiteli in kipi, ki delujejo kot stebri. Obstaja dvojni kapitel, ki prikazuje dve harpiji, obrnjeni druga proti drugi, ki prihaja iz cerkve v Saint-Denisu, narejen med letoma 1140 in 1145. Drug artefakt iz Saint-Denisa je glava s kipa-stebra kraljice Sabe. Ta kip-steber je bil izdelan v 12. stoletju.
Cluny ima tudi eno najobsežnejših zbirk vitrajev v Franciji. Njihova zbirka obsega 230 plošč, medaljonov in fragmentov od 12. do 14. stoletja. Sainte-Chapelle je Clunyju podaril tudi nekaj plošč iz svojih ikoničnih vitrajev, vključno z eno ploščo, ki prikazuje prizor Sampsona in leva.
Če je bilo 12. stoletje vse okoli eksperimentiranja, 13. in 14. stoletje v Parizu predstavljata umetniško zrelost. V tem času se poveča povpraševanje po nereligiozni umetnosti. V pariški umetnosti 13. stoletja prevladujeta dve temi: zanimanje za antiko in nova pozornost, namenjena naravi. Eden najbolj znanih primerov v Clunyju je Adamov kip iz apnenca. Kip, izdelan okoli leta 1260 v Parizu, prikazuje golega Adama, ki se pokriva z listi majhnega drevesa. V tem delu je očiten vpliv antike.
Sainte-Chapelle Clunyju ni podaril le kosov vitrajev, ampak tudi šest kipov apostolov iz apnenca. Ti kipi so bili nekoč nameščeni na stebrih zgornje kapele v Sainte-Chapelle, danes pa jih je mogoče videti v Clunyju. Ti kipi so bili izdelani v 1320-ih letih in so izvirali iz Saint-Jacques aux Pèlerins. Ti kipi označujejo vrhunec pariške umetnosti od sredine 13. stoletja.

### 15. stoletje v umetnosti
V 15. stoletju je bogastvo mestnih elit spodbujalo umetniško produkcijo, saj se je povpraševanje po umetnosti povečalo. Ljudje so začeli naročati umetniške predmete za vsakdanje življenje, kot so pohištvo, tapiserije, keramika, igralni kosi itd. V tem času je Pariz postal prestolnica razkošja. Tu so se združila različna umetniška gibanja in ustvarila mednarodni gotski slog. Umetniki so svoja dela začeli podpisovati in niso več želeli ostati anonimni.
Ta pojav se kaže predvsem v precejšnjem povečanju povpraševanja po gobelinih. Najbolj znane [[tapiserija|tapiserije]g v Clunyju so danes iz serije Gospa in samorog (La Dame à la licorne). To zbirko sestavlja šest tapiserij, od katerih vsaka predstavlja drugačen smisel. Obstaja pet glavnih čutil (vonj, sluh, okus, dotik in vid), šesta tapiserija pa prikazuje Gospo s samorogom. Skrivnostni pomen te šestine je v preteklih letih ustvaril številne interpretacije. Najpogosteje sprejeta razlaga razume Gospo kot šesti čut morale ali duhovnosti, ko pusti ob strani svoje posvetno bogastvo.
- Kip rimskega duhovnika, tradicionalno znan kot portret cesarja Julijana
- Element Stebra čolnarjev, prva četrtina 1. stoletja našega štetja
- Hudič in ženska, vitraž, pred 1248, iz Sainte-Chapelle
- Marmorna skulptura Gospodovega darovanja v templju, Burgundija, konec 14. stoletja
- Relikviarij svete popkovine: Devica z otrokom, pozlačeno srebro, Francija (Pariz?), 1407
- Skrinjica: Apostoli in angeli, pozlačen champlevé limogeški emajl, 2. četrtina 13. stoletja
- Adam, kamen, Pariz, okoli 1260, iz notranjosti južnega transepta Notre-Dame de Paris
- Oltarna slika opatije Saint-Denis, okoli 1250–1260, epizode življenja svetega Benedikta
- Melanholični apostol, kamen, okoli 1243–1248, iz notranje opreme Sainte-Chapelle
- Ilustrirani Tacuinum Sanitatis Ibn Butlana, Porenje, 2. polovica 15. stoletja
- Vizigotske votivne krone iz zaklada Guarrazar, Španija, 7. stoletje
- Slonokoščena vezava Ariadne z Menado, Satirjem in Kupidom, Konstantinopel, 6. stoletje
- Slonokoščeni križ, Devica in otrok z dvema angeloma, okoli 1300
- Tapiserija Gospa in samorog, A mon seul désir, konec 15. stoletja.
- Tapiserija Gospa in samorog, Sluh
- Tapiserija Gospa in samorog, Okus, detajl
- Glava stebra s kipom kraljice iz Sabe, apnenec, 1137–1140. Iz cerkve Saint-Denis.
- Predstavitev v templju, nastala v drugi polovici 14. stoletja,
- Madona z otrokom, narejena okoli 1240–1250 v Parizu.
- Omedlevica Device, narejena v poznem srednjem veku.
- Vzpon na Kalvarijo, opravljen okoli leta 1400.

## V popularni kulturi
Herman Melville je leta 1849 obiskal Pariz in Hôtel de Cluny je očitno razvnel njegovo domišljijo. Struktura je vidna v 41. poglavju Moby-Dicka, ko Ishmael, ko preiskuje Ahabove "temnejše, globlje" motive, prikliče stavbo kot simbol človekove plemenite, a zakopane psihe.